# 水源村 (熊本県)
水源村（すいげんむら）は、熊本県の北部、菊池郡にあった村。

## 歴史
- 1889年4月1日 - 町村制施行。原村、四町分村が合併して菊池郡水源村が成立。
- 1956年9月1日 - 隈府町、河原村、戸崎村、菊池村、迫間村、龍門村、花房村と合併して菊池町となり消滅。

## 学校
- 水源村立水源小学校
- 水源村立水源北小学校